# Ягодная (приток Иртыша)
Ягодная — река в России, протекает по Ханты-Мансийскому району Ханты-Мансийского автономного округа России. Устье реки находится в 195 км по левому берегу реки Иртыш. Длина реки составляет 28 км.

## Данные водного реестра
По данным государственного водного реестра России относится к Иртышскому бассейновому округу, водохозяйственный участок реки — Иртыш от впадения реки Тобол до города Ханты-Мансийск (выше), без реки Конда, речной подбассейн реки — бассейны притоков Иртыша от Тобола до Оби. Речной бассейн реки — Иртыш.
Код объекта в государственном водном реестре — 14010700112115300015511.